# Saurornithoides mongoliensis
Saurornithoides mongoliensis és una espècie de dinosaure maniraptor troodòntid que va viure al Cretaci superior. Aquest dinosaure, com altres de la seva família, probablement era predominantment carnívor. S'ha estimat la seva longitud en un rang d'entre 2 i 3 metres i el seu pes entre 23 i 54 quilograms. Tenia unes conques oculars grans i una visió estereoscòpica, dotant-lo d'una bona percepció de profunditat. És probable que tingués una bona visió durant el dia i una molt bona visió durant la nit.